# Метод прогонки
Метод прогонки, також відомий як алгоритм Томаса, дозволяє розв'язувати СЛАР з Тридіагональною матрицею, і є спрощенням методу Гауса для таких обмежень. Працює за лінійний час.
Система має такий вигляд:
{\displaystyle a_{i}x_{i-1}+b_{i}x_{i}+c_{i}x_{i+1}=d_{i},\,\!}
де {\displaystyle a_{1}=0\,} та {\displaystyle c_{n}=0\,}. В матричній формі це записується так:
{\displaystyle {\begin{bmatrix}{b_{1}}&{c_{1}}&{}&{}&{0}\\{a_{2}}&{b_{2}}&{c_{2}}&{}&{}\\{}&{a_{3}}&{b_{3}}&\ddots &{}\\{}&{}&\ddots &\ddots &{c_{n-1}}\\{0}&{}&{}&{a_{n}}&{b_{n}}\\\end{bmatrix}}{\begin{bmatrix}{x_{1}}\\{x_{2}}\\{x_{3}}\\\vdots \\{x_{n}}\\\end{bmatrix}}={\begin{bmatrix}{d_{1}}\\{d_{2}}\\{d_{3}}\\\vdots \\{d_{n}}\\\end{bmatrix}}.}
В цілому, метод не є числово стійким, але є таким у декількох випадках, таких як діагонально панівна матриця або додатноозначена матриця.

## Розв'язок
Розв'язок проводиться в два кроки, як і в методі Гауса, прямому, та зворотному. В прямому ході ми обчислюємо:
{\displaystyle c'_{1}={\frac {c_{1}}{b_{1}}};\ c'_{i}={\frac {c_{i}}{b_{i}-c'_{i-1}a_{i}}},\,i={\overline {2,n-1}}}
та
{\displaystyle d'_{1}={\frac {d_{1}}{b_{1}}};\ d'_{i}={\frac {d_{i}-d'_{i-1}a_{i}}{b_{i}-c'_{i-1}a_{i}}},\,i={\overline {2,n}}}
Тепер розв'язок знаходимо зворотнім ходом:
{\displaystyle x_{n}=d'_{n}\,}
{\displaystyle x_{i}=d'_{i}-c'_{i}x_{i+1};\ i=n-1,n-2,\ldots ,1}

## Код наC
```
/* Розв'язок повертається в x. c та d модифікуються!*/

void
 
TridiagonalSolve
 
(
const
 
double
 
*
a
,
 
const
 
double
 
*
b
,
 
double
 
*
c
,
 
double
 
*
d
,
 
double
 
*
x
,
 
unsigned
 
int
 
n
){

 

	
/* Modify the coefficients. */

	
c
[
0
]
 
/=
 
b
[
0
];
	
/* Division by zero risk. */

	
d
[
0
]
 
/=
 
b
[
0
];
	
/* Division by zero would imply a singular matrix. */

	
for
 
(
unsigned
 
int
 
i
 
=
 
1
;
 
i
 
<
 
n
;
 
i
++
){

		
double
 
id
 
=
 
1
 
/
 
(
b
[
i
]
 
-
 
c
[
i
-1
]
 
*
 
a
[
i
]);
  
/* Division by zero risk. */

		
c
[
i
]
 
*=
 
id
;
	                         
/* Last value calculated is redundant. */

		
d
[
i
]
 
=
 
(
d
[
i
]
 
-
 
d
[
i
-1
]
 
*
 
a
[
i
])
 
*
 
id
;

	
}

 

	
/* Now back substitute. */

	
x
[
n
 
-
 
1
]
 
=
 
d
[
n
 
-
 
1
];

	
for
 
(
int
 
i
 
=
 
n
 
-
 
2
;
 
i
 
>=
 
0
;
 
i
--
)

		
x
[
i
]
 
=
 
d
[
i
]
 
-
 
c
[
i
]
 
*
 
x
[
i
 
+
 
1
];

}

```

## Доведення
Доведення методу вимагає ручного виконання деяких спеціалізованих Гаусових вилучань.
Припустимо, що невідомі - це {\displaystyle x_{1},\ldots ,x_{n}}, і що рівняння до розв'язання такі:
{\displaystyle {\begin{aligned}b_{1}x_{1}+c_{1}x_{2}&=d_{1};&i&=1\\a_{i}x_{i-1}+b_{i}x_{i}+c_{i}x_{i+1}&=d_{i};&i&=2,\ldots ,n-1\\a_{n}x_{n-1}+b_{n}x_{n}&=d_{n};&i&=n.\end{aligned}}}
Розглянемо таку зміну другого ({\displaystyle i=2}) рівняння за допомогою першого рівняння:
{\displaystyle ({\mbox{equation 2}})\cdot b_{1}-({\mbox{equation 1}})\cdot a_{2}}
що дасть:
{\displaystyle (a_{2}x_{1}+b_{2}x_{2}+c_{2}x_{3})b_{1}-(b_{1}x_{1}+c_{1}x_{2})a_{2}=d_{2}b_{1}-d_{1}a_{2}\,}
{\displaystyle (b_{2}b_{1}-c_{1}a_{2})x_{2}+c_{2}b_{1}x_{3}=d_{2}b_{1}-d_{1}a_{2}\,}
у висліді маємо, що {\displaystyle x_{1}} було вилучено з другого рівняння. Використовуючи подібну тактику зі зміненим другим рівнянням, щодо третього маємо:
{\displaystyle (a_{3}x_{2}+b_{3}x_{3}+c_{3}x_{4})(b_{2}b_{1}-c_{1}a_{2})-((b_{2}b_{1}-c_{1}a_{2})x_{2}+c_{2}b_{1}x_{3})a_{3}=d_{3}(b_{2}b_{1}-c_{1}a_{2})-(d_{2}b_{1}-d_{1}a_{2})a_{3}\,}
{\displaystyle (b_{3}(b_{2}b_{1}-c_{1}a_{2})-c_{2}b_{1}a_{3})x_{3}+c_{3}(b_{2}b_{1}-c_{1}a_{2})x_{4}=d_{3}(b_{2}b_{1}-c_{1}a_{2})-(d_{2}b_{1}-d_{1}a_{2})a_{3}.\,}
Цього разу було вилучено {\displaystyle x_{2},} якщо повторювати цю процедуру до рядка {\displaystyle n}; (змінене) рівняння {\displaystyle n} міститиме лише одну змінну, {\displaystyle x_{n}}. Таке рівняння ми можемо розв'язати і використати результат для того, щоб розв'язати рівняння {\displaystyle (n-1),} і так далі допоки всі невідомі не знайдені.
Очевидно, що коефіцієнти у змінених рівняннях ставатимуть все більш заплутаними якщо розписувати їх явно. Але змінені коефіцієнти (з тильдою) можна виразити рекурсивно:
{\displaystyle {\tilde {a}}_{i}=0\,}
{\displaystyle {\tilde {b}}_{1}=b_{1}\,}
{\displaystyle {\tilde {b}}_{i}=b_{i}{\tilde {b}}_{i-1}-{\tilde {c}}_{i-1}a_{i}\,}
{\displaystyle {\tilde {c}}_{1}=c_{1}\,}
{\displaystyle {\tilde {c}}_{i}=c_{i}{\tilde {b}}_{i-1}\,}
{\displaystyle {\tilde {d}}_{1}=d_{1}\,}
{\displaystyle {\tilde {d}}_{i}=d_{i}{\tilde {b}}_{i-1}-{\tilde {d}}_{i-1}a_{i}.\,}
Для дальшого пришвидшення процесу, {\displaystyle {\tilde {b}}_{i}} можна нормувати діленням (якщо немає ризику ділення на число занадто близьке до нуля), тепер змінені коефіцієнти позначені рисочкою будуть:
{\displaystyle a'_{i}=0\,}
{\displaystyle b'_{i}=1\,}
{\displaystyle c'_{1}={\frac {c_{1}}{b_{1}}}\,}
{\displaystyle c'_{i}={\frac {c_{i}}{b_{i}-c'_{i-1}a_{i}}}\,}
{\displaystyle d'_{1}={\frac {d_{1}}{b_{1}}}\,}
{\displaystyle d'_{i}={\frac {d_{i}-d'_{i-1}a_{i}}{b_{i}-c'_{i-1}a_{i}}}.\,}
це дає нам наступну систему з тими самими невідомими і коефіцієнтами вираженими через початкові:
{\displaystyle {\begin{array}{lcl}b'_{i}x_{i}+c'_{i}x_{i+1}=d'_{i}\qquad &;&\ i=1,\ldots ,n-1\\b'_{n}x_{n}=d'_{n}\qquad &;&\ i=n.\\\end{array}}\,}
Останнє рівняння містить лише одне невідоме. Розв'язуючи його, приводимо наступне останнє рівняння до одного невідомого. І так далі:
{\displaystyle x_{n}=d'_{n}/b'_{n}\,}
{\displaystyle x_{i}=(d'_{i}-c'_{i}x_{i+1})/b'_{i}\qquad ;\ i=n-1,n-2,\ldots ,1.}